# Uridin-trifosfat
Uridin-5'-trifosfat (UTP) je pirimidinski nukleotid, koji se sastoji od organske baze uracila vezane za  1' ugljenik šećera riboze, koji je esterifikovan sa tri-fosforne kiseline u 5' poziciji. Njegova glavna uloga je kao supstrat za RNK sintezu tokom transkripcije.
UTP takođe ima ulogu izvora energije ili aktivatora supstrata u metaboličkim reakcijama, poput , mada je on specifičniji. Kad UTP aktivira supstrat, UDP-supstrat se obično formira, i neorganski fosfat se oslobađa. UDP-glukoza učestvuje u sintezi glikogena. UTP doprinosi metabolizmu galaktoze, gde se aktivirana forma UDP-galaktoze konvertuje u UDP-glukozu. UDP-glukuronat formira sa bilirubinom rastvorljiviji u vodi bilirubin diglukuronid.

## Literatura
1. ↑   уреди
2. ↑  Evan E. Bolton; Yanli Wang; Paul A. Thiessen; Stephen H. Bryant (2008). „Chapter 12 PubChem: Integrated Platform of Small Molecules and Biological Activities”. Annual Reports in Computational Chemistry. 4: 217—241. doi:10.1016/S1574-1400(08)00012-1.
3. ↑  „Uridine 5'-triphosphate - definition of Uridine 5'-triphosphate in the Medical dictionary - by the Free Online Medical Dictionary, Thesaurus and Encyclopedia.”.
4. ↑  Nakayama C, Saneyoshi M (1984). „Utilizations of various uridine 5'-triphosphate analogues by DNA-dependent RNA polymerases I and II purified from liver nuclei of the cherry salmon (Oncorhynchus masou)”. J. Biochem. 96 (5): 1501—9. PMID 6526817.
5. ↑  Blanckaert N, Gollan J, Schmid R (1979). „Bilirubin diglucuronide synthesis by a UDP-glucuronic acid-dependent enzyme system in rat liver microsomes”. Proc. Natl. Acad. Sci. U.S.A. 76 (4): 2037—41. PMC 383529 . PMID 109837.

## Spoljašnje veze
- Uridine+triphosphate на 